# ۱۱۳ (قمری)
۱۱۳ (قمری)، صد و سیزدهمین سال در گاهشماری هجری قمری است. اول محرم این سال برابر با نوزدهم مارس سال ۷۳۱ میلادی است.